# Pilhagem nazista

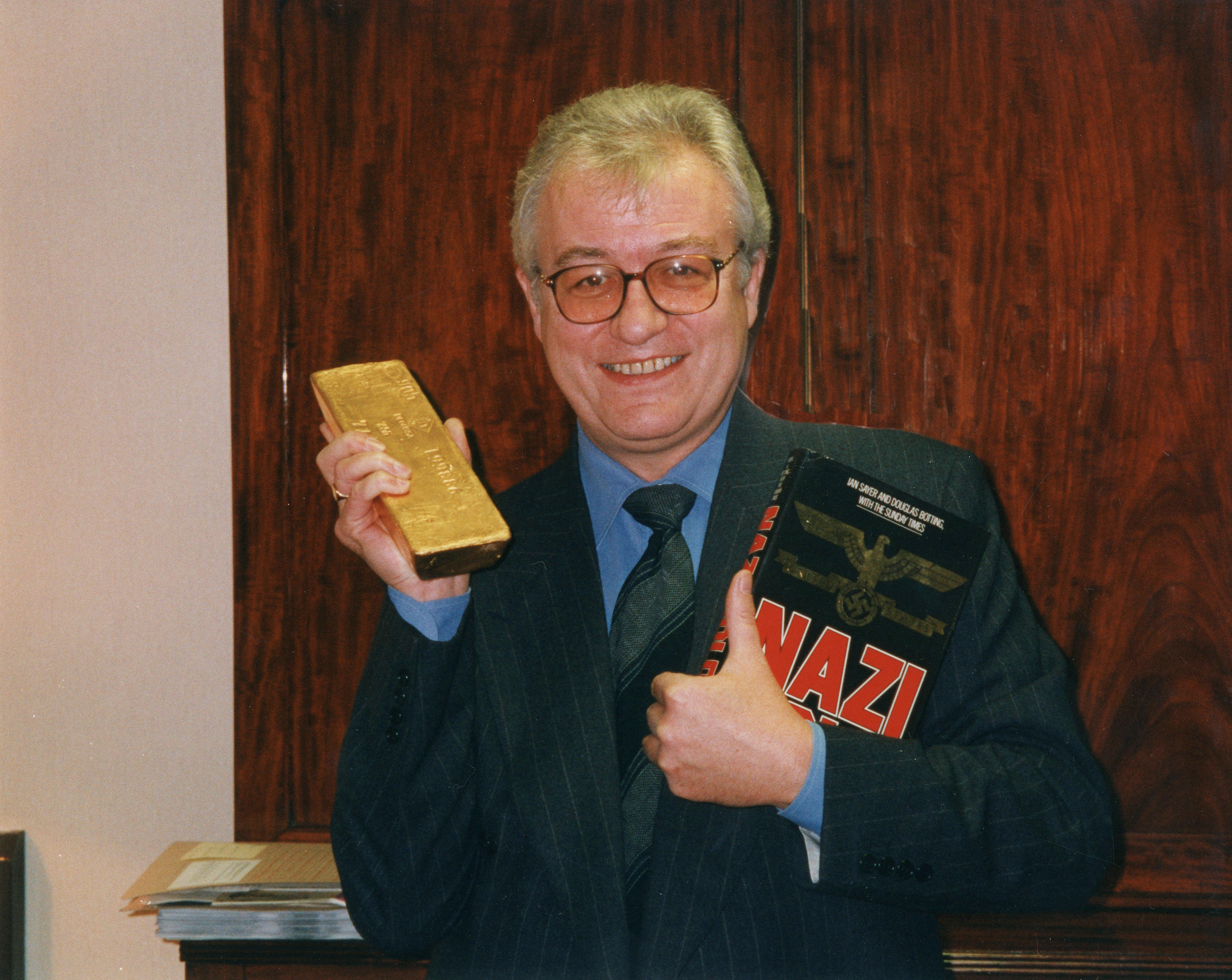
Engenheiro e historiador britânico Ian Sayer com ouro nazi recuperado, 1997

Pilhagem nazista refere-se ao roubo de arte e a outros itens roubados como resultado da pilhagem organizada de países europeus durante o tempo do Terceiro Reich por agentes que agiam em nome do Partido Nazista da Alemanha no poder. A pilhagem ocorreu de 1933 até o final da Segunda Guerra Mundial, particularmente por unidades militares conhecidas como Kunstschutz, embora a maior parte da pilhagem tenha sido adquirida durante a guerra. Além de ouro, prata e moeda, itens culturais de grande significado foram roubados, incluindo pinturas, cerâmicas, livros e tesouros religiosos. Embora a maioria desses itens tenha sido recuperada por agentes do programa de Monumentos, Belas Artes e Arquivos (MFAA, também conhecido como Monuments Men), em nome dos Aliados imediatamente após a guerra, muitos ainda estão desaparecidos. Há um esforço internacional em curso para identificar a pilhagem nazista que ainda permanece sem explicação, com o objetivo de, finalmente, devolver os itens aos legítimos proprietários, suas famílias ou seus respectivos países. As pilhagens ocorreram principalmente na Polônia através de Hans Frank. nazistas fizeram coleções pessoais da pilhagem. Arte degenerada era impedida de entrar na Alemanha, sendo destruída antes e as obras eram guardadas em bunkers, sendo que 20% das obras européias foram furtadas. 440 milhões de dólares foram furtados pelos nazistas muitos deles caindo nas mãos do Vaticano. Muitas instituições financeiras internacionais se beneficiaram do furto principalmente durante a ocupação militar na França.

## Preparação
Adolf Hitler foi um artista mal sucedido a quem foi negada a admissão na Academia de Belas Artes de Viena. No entanto, ele se considerava um conhecedor das artes, e em Mein Kampf ele atacou ferozmente a arte moderna como degenerada, incluindo o cubismo, o futurismo e o dadaísmo, todos os quais ele considerava o produto de uma sociedade decadente do século XX. Em 1933, quando Hitler se tornou chanceler da Alemanha, ele reforçou seu ideal estético na nação. Os tipos de arte que foram favorecidos entre o partido nazista foram retratos clássicos e paisagens de velhos mestres, particularmente os de origem germânica. A arte moderna que não correspondia a isso foi apelidada de arte degenerada pelo Terceiro Reich, e tudo o que foi encontrado nos museus estaduais da Alemanha seria vendido ou destruído. Com as somas levantadas, o objetivo do Führer era estabelecer o Museu de Arte Européia em Linz. Outros dignitários nazistas, como Reichsmarschall Hermann Göring e o ministro das Relações Exteriores, von Ribbentrop, também estavam empenhados em aproveitar as conquistas militares alemãs para aumentar suas coleções de arte particulares.

## Venda de arte confiscada de museus alemães

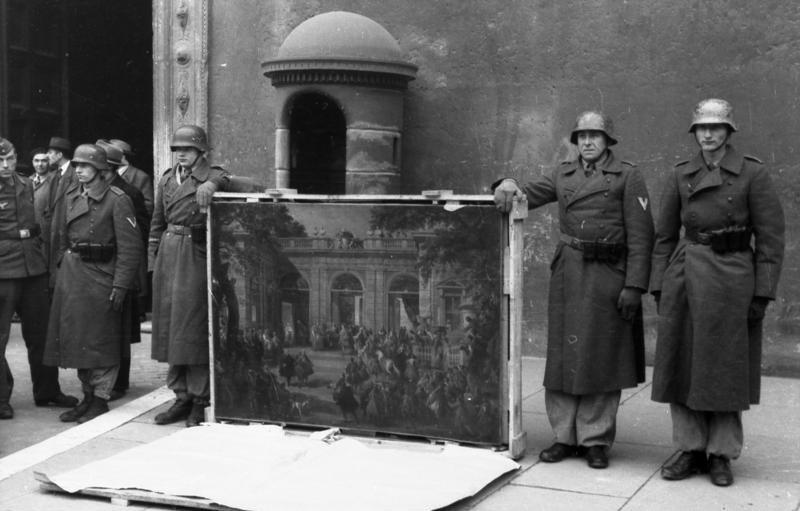
Soldados alemães da Divisão Göring em frente ao Palazzo Venezia, em 1944, com um artefato roubado do Museu Arqueológico Nacional de Nápoles.

Os negociantes de arte Hildebrand Gurlitt, Karl Buchholz, Ferdinand Moeller e Bernhard Boehmer se estabeleceram em Schloss Niederschonhausen, nos arredores de Berlim, para vender cerca de 16 mil pinturas e esculturas que Hitler e Göring removeram das paredes dos museus alemães em 1937-38. Eles foram expostos pela primeira vez no Haus der Kunst, em Munique, em 19 de julho de 1937, com os líderes nazistas convidando zombaria pública por dois milhões de visitantes que vieram para ver a arte moderna condenada na Exposição de Arte Degenerada. O propagandista Joseph Goebbels em uma transmissão de rádio chamou os artistas degenerados da Alemanha de "lixo". Hitler abriu a exposição Haus der Kunst com um discurso. Nela ele descreveu a arte alemã como sofrendo "uma doença grande e fatal".

## Queima de arte pública
Hildebrand Gurlitt e seus colegas não tiveram muito sucesso com suas vendas, principalmente porque a arte denominada "lixo" tinha um pequeno apelo. Então, em 20 de março de 1939, incendiaram 1.004 pinturas e esculturas e 3.825 aquarelas, desenhos e gravuras no pátio do Corpo de Bombeiros de Berlim, um ato de infâmia semelhante ao de suas conhecidas queimadas de livros. O ato de propaganda despertou a atenção que eles esperavam. O Museu da Basiléia, na Suíça, chegou com 50 mil francos suíços para gastar. Amantes da arte chocados vieram comprar. O que é desconhecido após estas vendas é quantas pinturas foram guardadas por Gurlitt, Buchholz, Moeller e Boehmer e vendidas por eles para a Suíça e América - navios cruzaram o Atlântico a partir de Lisboa - para ganho pessoal.

## Leilões públicos e vendas privadas na Suíça
O mais infame leilão de arte saqueada pelos nazistas foi o leilão de "arte degenerada", organizado por Theodor Fischer (leiloeiro) em Lucerna, na Suíça, em 30 de junho de 1939. As obras de arte oferecidas haviam sido "desaprovadas" nos museus alemães. pelos nazistas, mas muitos comerciantes de arte bem conhecidos participaram, bem como representantes de grandes colecionadores e museus. Os leilões públicos eram apenas a ponta visível do iceberg, já que muitas vendas operadas por negociantes de arte eram privadas. caracterizou a Suíça como "um imã" para os ativos desde a ascensão de Hitler até o final da Segunda Guerra Mundial. Pesquisando e documentando o papel da Suíça "como um centro de arte e canal para bens culturais no período nazista e na período imediato pós-guerra "foi uma das missões da Comissão de Bergier, sob a direção do Professor Georg Kreis.

## Empresas beneficiárias da pilhagem
Enquanto os nazistas estavam no poder, saquearam propriedades culturais de todos os territórios que ocupavam. Isso foi conduzido de maneira sistemática com organizações especificamente criadas para determinar quais coleções públicas e privadas eram mais valiosas para o regime nazista. Alguns dos objetos foram destinados para o Führermuseum nunca realizado de Hitler, alguns objetos foram para outros oficiais de alto escalão, como Hermann Göring, enquanto outros objetos foram negociados para financiar atividades nazistas.
Em 1940, uma organização conhecida como Einsatzstab Reichsleiter Rosenberg für die Besetzten Gebiete (Instituto Reichsleiter Rosenberg para os Territórios Ocupados), ou ERR, foi formada, dirigida por Alfred Rosenberg por Gerhard Utikal. A primeira unidade operacional, a filial ocidental da França, Bélgica e Holanda, chamada Dienststelle Westen (Agência Ocidental), estava localizada em Paris. O chefe desse Dienststelle era Kurt von Behr. Seu propósito original era coletar livros e documentos judaicos e maçônicos, seja para destruição, ou para remoção para a Alemanha, para posterior "estudo". No entanto, no final de 1940, Hermann Göring, que de fato controlava o ERR, emitiu uma ordem que efetivamente mudou a missão do ERR, obrigando-o a apreender coleções de arte "judaicas" e outros objetos. O saque de guerra tinha que ser recolhido em um lugar central em Paris, o Museu Jeu de Paume. Neste ponto de coleta, trabalhou historiadores de arte e outros funcionários que inventariaram o tesouro antes de enviá-lo para a Alemanha. Göring também ordenou que o saque fosse primeiro dividido entre Hitler e ele mesmo. Mais tarde, Hitler ordenou que todas as obras de arte confiscadas fossem disponibilizadas diretamente para ele. Do final de 1940 até o final de 1942, Göring viajou vinte vezes para Paris. No Museu Jeu de Paume, o negociante de arte Bruno Lohse encenou 20 exposições dos objetos de arte recentemente saqueados, especialmente para Göring, dos quais Göring selecionou pelo menos 594 peças para sua própria coleção. Göring fez de Lohse seu agente de ligação e o instalou na ERR em março de 1941 como vice-líder desta unidade. Itens que Hitler e Göring não queriam foram disponibilizados para outros líderes nazistas. Sob a liderança de Rosenberg e Göring, o ERR apreendeu 21.903 objetos de arte de países ocupados pelos alemães.
Outras organizações de pilhagens nazistas incluíam a Sonderauftrag Linz, a organização dirigida pelo historiador de arte Hans Posse, que era particularmente responsável pela montagem das obras do Führermuseum, a Dienststelle Mühlmann, operada pela Kajetan Mühlmann, que Göring também controlava. operou principalmente na Holanda, Bélgica, e um Sonderkommando Kuensberg ligado ao ministro das Relações Exteriores, Joachim von Ribbentrop, que operou primeiro na França, depois na Rússia e no norte da África. Na Europa Ocidental, com o avanço das tropas alemãs, havia elementos do "Batalhão von Ribbentrop", em homenagem a Joachim von Ribbentrop. Esses homens eram responsáveis por entrar em bibliotecas privadas e institucionais nos países ocupados e remover quaisquer materiais de interesse para os alemães, especialmente itens de valor científico, técnico ou outro valor informacional.
Coleções de arte de proeminentes famílias judias, incluindo os Rothschilds, os Rosenbergs, os Wildensteins e a Schloss Family foram alvos de confiscos por causa de seu valor significativo. Também os negociantes de arte judeus vendiam arte para organizações alemãs - muitas vezes sob coação, e. as concessionárias de arte de Jacques Goudstikker, Benjamin e Nathan Katz e Kurt Walter Bachstitz. Também os negociantes de arte não-judeus vendiam arte para os alemães, e. os comerciantes de arte De Boer e Hoogendijk nos Países Baixos.

## Na Polônia
O foco da diplomacia germano-polonesa do pós guerra foi a questão do patrimônio cultural de 25 museus ou quase metade do patrimônio histórico polonês.